# باخپار
باخپار (به لاتین: Bachhpar) یک منطقهٔ مسکونی در بنگلادش است که در ناحیه چاندپور واقع شده‌است. باخپار ۲۴۱٬۷۹۹ نفر جمعیت دارد.